# Principio contaminador-pagador
El principio contaminador-pagador, quien contamina paga, pago por contaminación o pago por haber contaminado, trata de establecer un marco de responsabilidad medioambiental y sirve para la prevención y reparación de los daños ambientales provocados por un operador.
Un operador es cualquier persona física o jurídica, privada o pública, que desempeñe una actividad profesional y que ostente una responsabilidad económica determinante sobre el funcionamiento técnico de esa actividad.
Su desarrollo normativo se encuentra en la Directiva 2004/35/CE del Parlamento Europeo y del Consejo, de 21 de abril de 2004, sobre responsabilidad medioambiental en relación con la prevención y reparación de daños medioambientales.
La consideración es que la prevención y reparación de los daños, debe llevarse a cabo mediante el fomento del principio
con arreglo al cual «quien contamina paga», tal y como se establece en el Tratado.
El principio fundamental de esta Directiva consiste en que un operador, cuya actividad haya causado daños
al medio ambiente, o haya supuesto una amenaza inminente de tales daños, sea declarado responsable desde el
punto de vista financiero, a fin de inducir a los operadores, a adoptar medidas y desarrollar prácticas dirigidas a
minimizar los riesgos de que se produzcan daños medioambientales, de forma que se reduzca su exposición
a responsabilidades financieras.
De acuerdo con este principio, un operador que cause daños medioambientales, o que amenace de forma inminente con causar tales daños, debe sufragar el coste de las medidas preventivas o reparadoras necesarias, para dejar el lugar tal como estaba antes del daño (reparación de la legalidad).
Además, las empresas cuya actividad pueda dañar el entorno, deberán demostrar que disponen de los recursos económicos necesarios para hacer frente a los daños ecológicos que pudieran ocasionar.

## España
En España se traspuso esta directiva a través de la Ley de Responsabilidad Ambiental, de 2007, y que respalda al artículo 45 de la Constitución.

Artículo 45
Todos tienen el derecho a disfrutar de un medio ambiente adecuado para el desarrollo de la persona, así como el deber de conservarlo.
Los poderes públicos velarán por la utilización racional de todos los recursos naturales, con el fin de proteger y mejorar la calidad de la vida y defender y restaurar el medio ambiente, apoyándose en la indispensable solidaridad colectiva.

Para quienes violen lo dispuesto en el apartado anterior, en los términos que la ley fije se establecerán sanciones penales o, en su caso, administrativas, así como la obligación de reparar el daño causado.